# Roger Le Bon
Roger Le Bon, né le 29 septembre 1891 à Angers et mort le 19 février 1956 à l'Hôpital Bichat dans le 18e arrondissement de Paris, est un réalisateur et producteur de cinéma français.

## Filmographie

### Comme réalisateur
- 1931 : Ronny (coréalisé avec Reinhold Schünzel)
- 1931 : La Fille et le garçon  (coréalisé avec Wilhelm Thiele)
- 1932 : La Belle Aventure (coréalisé avec Reinhold Schünzel)
- 1932 : Un homme sans nom,  d'après Le Colonel Chabert d'Honoré de Balzac (coréalisé avec Gustav Ucicky)
- 1932 : Stupéfiants (coréalisé avec Kurt Gerron)
- 1933 : Georges et Georgette (coréalisé avec Reinhold Schünzel)
- 1933 : Un certain monsieur Grant  (coréalisé avec Gerhard Lamprecht)
- 1934 : Le Miroir aux alouettes (coréalisé avec Hans Steinhoff)
- 1934 : La Jeune Fille d'une nuit (Die Töchter ihrer Exzellenz) (coréalisé avec Reinhold Schünzel)
- 1935 : Un homme de trop à bord (coréalisé avec Gerhard Lamprecht)
- 1935 : Barcarolle (coréalisé avec Gerhard Lamprecht)

### Comme producteur
- 1942 : L'Arlésienne de Marc Allégret

## Distinctions
- Croix de guerre 1914-1918 avec palme.
- Chevalier de la Légion d'Honneur à titre militaire (arrêté du ministre de la Guerre du 21 mars 1919).